# Szakmár
Szakmár es un pueblo ubicado en el distrito de Kalocsa, en el condado de Bács-Kiskun, Hungría.

## Superficie
Posee una superficie de 74,64 kilómetros cuadrados.

## Demografía
Hasta 2019 la población era de 1220 habitantes, con una densidad de población de 16,35 habitantes por kilómetro cuadrado.